# Rhipsalis paradoxa subsp. septentrionalis
A Rhipsalis paradoxa subsp. septentrionalis egy különösen csavarodott hajtású epifita kaktusz, melyet a közelmúltban különítettek el nagyobb termetű alapfajától.

## Jellemzői
Az alapfajtól keskenyebb szárszegmenseivel különbözik, melyek csupán 7–11 mm átmérőjűek. Virágai sötétsárgák lesznek a portokok felnyílása után, a bibe lobusai az alapfajnál vékonyabbak, széttartóbbak.

## Elterjedése
Brazília: Pernambuco, Bahia, Minas Gerais és Espirito Santo államok. Epifitikus atlantikus és szezonális erdőkben 900 m tengerszint feletti magasságig.